# Los Quillayes (métro de Santiago)
Los Quillayes est une station de la ligne 4 du métro de Santiago, dans le commune de La Florida.

## La station
La station est ouverte depuis 2005.

## Origine étymologique
Son nom vient de l'ancienne fondée Les Quillayes, situés sur le côté ouest de la station, et appartenait à Juan Luis Sanfuentes. En dehors de ce que le nom évoque l'ancienne gare de Llanos del Maipo qui existait dans les environs et avait pris le nom de la ferme et la station actuelle, qui se trouve juste en face de cette terre agricole. Après la subdivision de la ferme, Quillayes de la population a également conservé.